# Kéllé
Kéllé es una localidad de la República del Congo, constituida administrativamente como un distrito del departamento de Cuvette-Oeste en el noroeste del país.
En 2011, el distrito tenía una población de 15 205 habitantes, de los cuales 7443 eran hombres y 7762 eran mujeres.
La localidad se ubica en una zona remota de selva, unos 100 km al norte de la capital departamental Ewo. Alberga el punto final de la carretera P40, situándose Kéllé unos 100 km al oeste del inicio de dicha carretera en la N2 en Makoua; al oeste de Kéllé, la P40 solo se prolonga en caminos de selva. Entre Kéllé y Etoumbi sale de la P40 hacia el sur la P41, que lleva a Ewo.